# Bahnstrecke Utrecht–Kampen
| Ein Zug der Nederlandse Spoorwegen |                      |                                                                                   |                                                                                   |
| |                      |                                                                                   |                                                                                   |
| Streckenlänge: | 101 km               |                                                                                   |                                                                                   |
| Spurweite: | 1435 mm (Normalspur) |                                                                                   |                                                                                   |
| Stromsystem: | 1,5 kV =             |                                                                                   |                                                                                   |
| Streckengeschwindigkeit: | 140 km/h             |                                                                                   |                                                                                   |
| |                      |                                                                                   |                                                                                   |
| \| \| \| Strecke von Arnhem, Strecke von ’s-Hertogenbosch \| \| \| \| 0,0 \| Utrecht Centraal \| Utrecht Centraal \| \| \| 0,4 \| Utrecht Buurtstation \| Utrecht Buurtstation \| \| \| \| Strecke nach Amsterdam, Strecke nach Rotterdam \| \| \| \| 0,7 \| Amsterdamsche Straatweg \| Amsterdamsche Straatweg \| \| \| 1,8 \| Vechtbrug \| Vechtbrug \| \| \| \| Vecht \| \| \| \| \| \| \| \| \| 3,0 \| Utrecht Overvecht \| Utrecht Overvecht \| \| \| \| \| \| \| \| \| Strecke nach Hilversum \| \| \| \| \| Strecke Hilversum – Lunetten \| \| \| \| \| Strecke nach Lunetten \| \| \| \| 4,6 \| Blauwkapel \| Blauwkapel \| \| \| \| \| \| \| \| 6,0 \| Gronekansche Dijk \| Gronekansche Dijk \| \| \| 8,9 \| Bilthoven (ehem. De Bilt) \| Bilthoven (ehem. De Bilt) \| \| \| \| nach Zeist \| \| \| \| 11,7 \| Den Dolder \| Den Dolder \| \| \| \| Strecke nach Baarn \| \| \| \| 15,7 \| Soestduinen (ehem. Soest-Soesterberg) \| Soestduinen (ehem. Soest-Soesterberg) \| \| \| 19,6 \| De Vlasakkers \| De Vlasakkers \| \| \| \| \| \| \| \| \| Strecke von Baarn–Hilversum \| \| \| \| 20,9 \| Amersfoort Centraal bis Ende 2019 Amersfoort \| Amersfoort Centraal bis Ende 2019 Amersfoort \| \| \| \| Strecke nach Kesteren \| \| \| \| 21,1 \| Amersfoort NCS \| Amersfoort NCS \| \| \| 22,1 \| Kleine Koppel \| Kleine Koppel \| \| \| 23,0 \| Bloemendaalscheweg \| Bloemendaalscheweg \| \| \| \| Strecke nach Zutphen \| \| \| \| \| \| \| \| \| 24,2 \| Amersfoort Schothorst \| Amersfoort Schothorst \| \| \| 24,4 \| Liendert \| Liendert \| \| \| 27,0 \| Amersfoort Vathorst \| Amersfoort Vathorst \| \| \| 28,1 \| Hoevelaken \| Hoevelaken \| \| \| \| Provinzgrenze Utrecht–Gelderland \| \| \| \| 30,2 \| Slichtenhorst \| Slichtenhorst \| \| \| 32,4 \| Nijkerk \| Nijkerk \| \| \| \| nach Ede-Wageningen \| \| \| \| 34,4 \| Diermen \| Diermen \| \| \| 36,1 \| Hooge Steeg \| Hooge Steeg \| \| \| 37,9 \| Bijsteren \| Bijsteren \| \| \| 39,8 \| Putten \| Putten \| \| \| 41,7 \| Volenbeek \| Volenbeek \| \| \| 44,6 \| Ermelo \| Ermelo \| \| \| 47,0 \| Horst-Tonsel \| Horst-Tonsel \| \| \| 49,1 \| Harderwijk \| Harderwijk \| \| \| \| nach Harderwijk Haven \| \| \| \| 55,2 \| Hulshorst \| Hulshorst \| \| \| 57,1 \| Nieuw Groeneveld \| Nieuw Groeneveld \| \| \| 61,2 \| Nunspeet \| Nunspeet \| \| \| 69,8 \| ’t Harde \| ’t Harde \| \| \| 73,0 \| Oldebroek \| Oldebroek \| \| \| 78,8 \| Wezep \| Wezep \| \| \| \| A 50 \| \| \| \| \| ehem. Strecke Hattem–Kampen Zuid \| \| \| \| \| ehem. Strecke von Apeldoorn \| \| \| \| 82,3 \| Hattemerbroek (ehem. Hattem) \| Hattemerbroek (ehem. Hattem) \| \| \| \| Strecke von Lelystad \| \| \| \| \| IJssel, Provinzgrenze Gelderland–Overijssel (Hanzeboog) \| \| \| \| \| Zwolle NCS später Postbahnhof \| \| \| \| \| \| \| \| \| \| \| \| \| \| 87,6 \| Zwolle \| Zwolle \| \| \| \| \| \| \| \| \| Strecke nach Meppel, Strecke nach Emmen, Strecke nach Almelo, Strecke nach Arnhem \| \| \| \| \| \| \| \| \| \| siehe Bahnstrecke Zwolle–Kampen \| \| \| \| 100,9 \| Kampen \| Kampen \| |                      |                                                                                   |                                                                                   |
| Strecke |                      | Strecke von Arnhem, Strecke von ’s-Hertogenbosch                                  | Strecke von Arnhem, Strecke von ’s-Hertogenbosch                                  |
| Kopfbahnhof Streckenanfang · Bahnhof | 0,0                  | Utrecht Centraal                                                                  | Utrecht Centraal                                                                  |
| ehemaliger Bahnhof · Strecke | 0,4                  | Utrecht Buurtstation                                                              | Utrecht Buurtstation                                                              |
| Strecke · Abzweig geradeaus und nach links |                      | Strecke nach Amsterdam, Strecke nach Rotterdam                                    | Strecke nach Amsterdam, Strecke nach Rotterdam                                    |
| ehemaliger Haltepunkt / Haltestelle · Strecke | 0,7                  | Amsterdamsche Straatweg                                                           | Amsterdamsche Straatweg                                                           |
| ehemaliger Haltepunkt / Haltestelle · Strecke | 1,8                  | Vechtbrug                                                                         | Vechtbrug                                                                         |
| Brücke über Wasserlauf · Brücke über Wasserlauf |                      | Vecht                                                                             | Vecht                                                                             |
| Abzweig geradeaus und von links · Abzweig geradeaus und nach rechts |                      |                                                                                   |                                                                                   |
| Bahnhof · Strecke | 3,0                  | Utrecht Overvecht                                                                 | Utrecht Overvecht                                                                 |
| Abzweig geradeaus und nach links · Abzweig geradeaus und nach links |                      |                                                                                   |                                                                                   |
| Abzweig geradeaus und nach links · Kreuzung geradeaus oben |                      | Strecke nach Hilversum                                                            | Strecke nach Hilversum                                                            |
| Kreuzung geradeaus oben · Kreuzung geradeaus oben |                      | Strecke Hilversum – Lunetten                                                      | Strecke Hilversum – Lunetten                                                      |
| Abzweig geradeaus und von rechts · Strecke |                      | Strecke nach Lunetten                                                             | Strecke nach Lunetten                                                             |
| ehemaliger Haltepunkt / Haltestelle · Strecke | 4,6                  | Blauwkapel                                                                        | Blauwkapel                                                                        |
| Verschwenkung nach links · Verschwenkung nach rechts |                      |                                                                                   |                                                                                   |
| ehemaliger Haltepunkt / Haltestelle | 6,0                  | Gronekansche Dijk                                                                 | Gronekansche Dijk                                                                 |
| Bahnhof | 8,9                  | Bilthoven (ehem. De Bilt)                                                         | Bilthoven (ehem. De Bilt)                                                         |
| Abzweig geradeaus und ehemals nach rechts |                      | nach Zeist                                                                        | nach Zeist                                                                        |
| Bahnhof | 11,7                 | Den Dolder                                                                        | Den Dolder                                                                        |
| Abzweig geradeaus und nach links |                      | Strecke nach Baarn                                                                | Strecke nach Baarn                                                                |
| ehemaliger Bahnhof | 15,7                 | Soestduinen (ehem. Soest-Soesterberg)                                             | Soestduinen (ehem. Soest-Soesterberg)                                             |
| ehemaliger Haltepunkt / Haltestelle | 19,6                 | De Vlasakkers                                                                     | De Vlasakkers                                                                     |
| Verschwenkung von links · Verschwenkung von rechts |                      |                                                                                   |                                                                                   |
| Abzweig geradeaus und von links · Kreuzung geradeaus oben |                      | Strecke von Baarn–Hilversum                                                       | Strecke von Baarn–Hilversum                                                       |
| Bahnhof · Bahnhof | 20,9                 | Amersfoort Centraal bis Ende 2019 Amersfoort                                      | Amersfoort Centraal bis Ende 2019 Amersfoort                                      |
| Abzweig geradeaus und nach rechts · Strecke |                      | Strecke nach Kesteren                                                             | Strecke nach Kesteren                                                             |
| ehemaliger Bahnhof · Strecke | 21,1                 | Amersfoort NCS                                                                    | Amersfoort NCS                                                                    |
| ehemaliger Haltepunkt / Haltestelle · Strecke | 22,1                 | Kleine Koppel                                                                     | Kleine Koppel                                                                     |
| ehemaliger Haltepunkt / Haltestelle · Strecke | 23,0                 | Bloemendaalscheweg                                                                | Bloemendaalscheweg                                                                |
| Kreuzung geradeaus unten und rechts · Abzweig geradeaus und nach rechts |                      | Strecke nach Zutphen                                                              | Strecke nach Zutphen                                                              |
| Verschwenkung nach links · Verschwenkung nach rechts |                      |                                                                                   |                                                                                   |
| Bahnhof | 24,2                 | Amersfoort Schothorst                                                             | Amersfoort Schothorst                                                             |
| ehemaliger Haltepunkt / Haltestelle | 24,4                 | Liendert                                                                          | Liendert                                                                          |
| Bahnhof | 27,0                 | Amersfoort Vathorst                                                               | Amersfoort Vathorst                                                               |
| ehemaliger Haltepunkt / Haltestelle | 28,1                 | Hoevelaken                                                                        | Hoevelaken                                                                        |
| Grenze |                      | Provinzgrenze Utrecht–Gelderland                                                  | Provinzgrenze Utrecht–Gelderland                                                  |
| ehemaliger Haltepunkt / Haltestelle | 30,2                 | Slichtenhorst                                                                     | Slichtenhorst                                                                     |
| Bahnhof | 32,4                 | Nijkerk                                                                           | Nijkerk                                                                           |
| Abzweig geradeaus und ehemals nach rechts |                      | nach Ede-Wageningen                                                               | nach Ede-Wageningen                                                               |
| ehemaliger Haltepunkt / Haltestelle | 34,4                 | Diermen                                                                           | Diermen                                                                           |
| ehemaliger Haltepunkt / Haltestelle | 36,1                 | Hooge Steeg                                                                       | Hooge Steeg                                                                       |
| ehemaliger Haltepunkt / Haltestelle | 37,9                 | Bijsteren                                                                         | Bijsteren                                                                         |
| Bahnhof | 39,8                 | Putten                                                                            | Putten                                                                            |
| ehemaliger Haltepunkt / Haltestelle | 41,7                 | Volenbeek                                                                         | Volenbeek                                                                         |
| Bahnhof | 44,6                 | Ermelo                                                                            | Ermelo                                                                            |
| ehemaliger Haltepunkt / Haltestelle | 47,0                 | Horst-Tonsel                                                                      | Horst-Tonsel                                                                      |
| Bahnhof | 49,1                 | Harderwijk                                                                        | Harderwijk                                                                        |
| Abzweig geradeaus und ehemals nach links |                      | nach Harderwijk Haven                                                             | nach Harderwijk Haven                                                             |
| ehemaliger Bahnhof | 55,2                 | Hulshorst                                                                         | Hulshorst                                                                         |
| ehemaliger Haltepunkt / Haltestelle | 57,1                 | Nieuw Groeneveld                                                                  | Nieuw Groeneveld                                                                  |
| Bahnhof | 61,2                 | Nunspeet                                                                          | Nunspeet                                                                          |
| Bahnhof | 69,8                 | ’t Harde                                                                          | ’t Harde                                                                          |
| ehemaliger Haltepunkt / Haltestelle | 73,0                 | Oldebroek                                                                         | Oldebroek                                                                         |
| Bahnhof | 78,8                 | Wezep                                                                             | Wezep                                                                             |
| Strecke mit Straßenbrücke |                      | A 50                                                                              | A 50                                                                              |
| Kreuzung (Querstrecke außer Betrieb) |                      | ehem. Strecke Hattem–Kampen Zuid                                                  | ehem. Strecke Hattem–Kampen Zuid                                                  |
| Abzweig geradeaus und ehemals von rechts |                      | ehem. Strecke von Apeldoorn                                                       | ehem. Strecke von Apeldoorn                                                       |
| ehemaliger Bahnhof | 82,3                 | Hattemerbroek (ehem. Hattem)                                                      | Hattemerbroek (ehem. Hattem)                                                      |
| Abzweig geradeaus und von links |                      | Strecke von Lelystad                                                              | Strecke von Lelystad                                                              |
| Grenze auf Brücke über Wasserlauf |                      | IJssel, Provinzgrenze Gelderland–Overijssel (Hanzeboog)                           | IJssel, Provinzgrenze Gelderland–Overijssel (Hanzeboog)                           |
| ehemaliger Bahnhof |                      | Zwolle NCS später Postbahnhof                                                     | Zwolle NCS später Postbahnhof                                                     |
| Verschwenkung von links |                      |                                                                                   |                                                                                   |
| Abzweig geradeaus und von links · Strecke von rechts |                      |                                                                                   |                                                                                   |
| Bahnhof | 87,6                 | Zwolle                                                                            | Zwolle                                                                            |
| |                      |                                                                                   |                                                                                   |
| Strecke |                      | Strecke nach Meppel, Strecke nach Emmen, Strecke nach Almelo, Strecke nach Arnhem | Strecke nach Meppel, Strecke nach Emmen, Strecke nach Almelo, Strecke nach Arnhem |
| |                      |                                                                                   |                                                                                   |
| |                      | siehe Bahnstrecke Zwolle–Kampen                                                   |                                                                                   |
| Kopfbahnhof Streckenende | 100,9                | Kampen                                                                            | Kampen                                                                            |

Die Bahnstrecke Utrecht – Kampen, auch Centraalspoorweg genannt, ist eine zweigleisige, großenteils elektrifizierte Hauptbahn zwischen Utrecht, Amersfoort, Zwolle und Kampen. Die Bahnstrecke ist eine der wichtigsten Bahnstrecken in den zentralen Niederlanden. Die Streckenlänge beträgt etwa 101 Kilometer.

## Geschichte

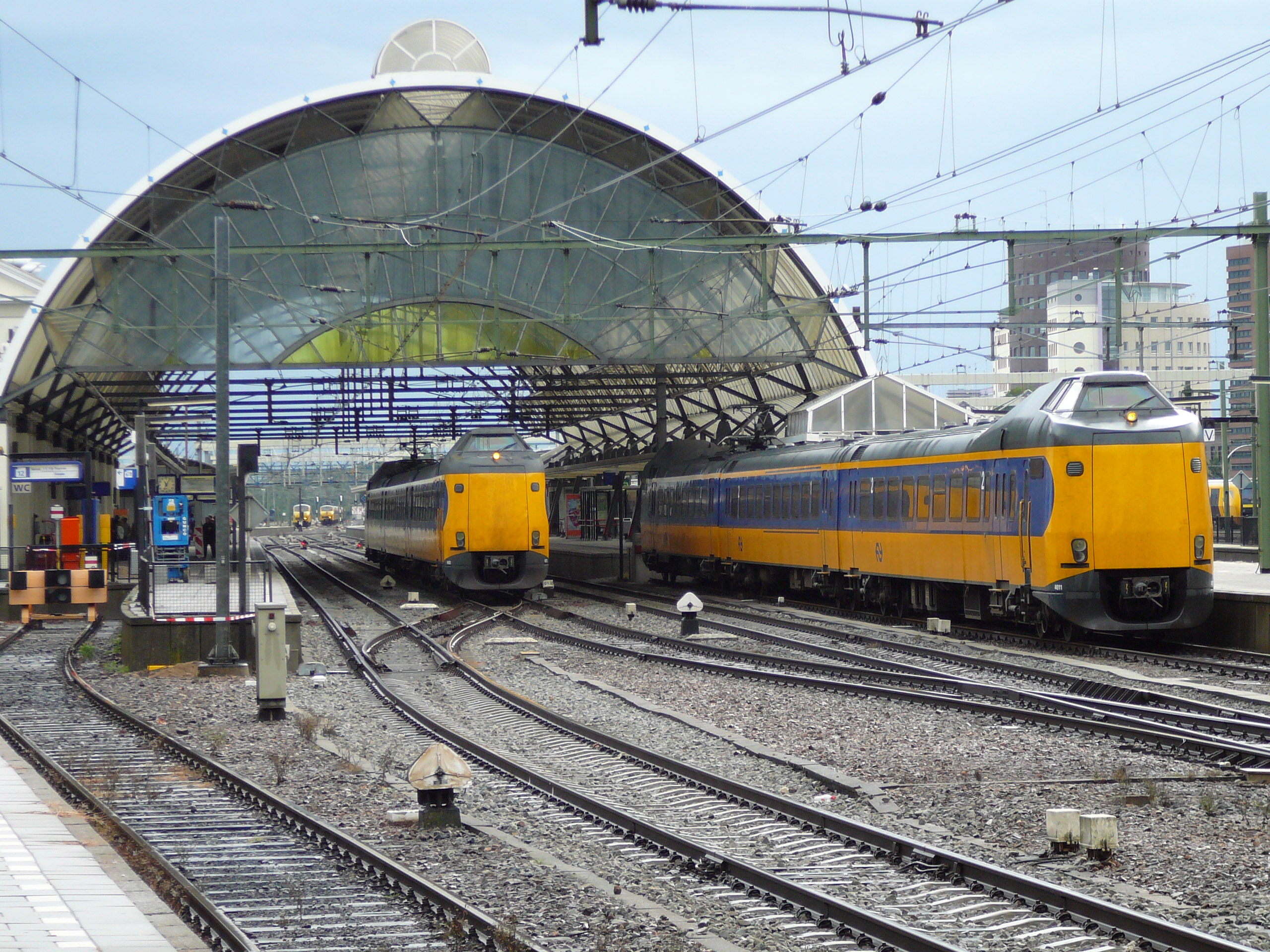
InterCity-Züge in Zwolle

Der Bau der Strecke wurde durch die Nederlandsche Centraal Spoorweg Maatschappij (NCS) angestoßen und war eines von mehreren Projekten dieser Gesellschaft. Unterstützt wurde das Vorhaben durch die Stadt Kampen, die sich finanziell beteiligte. Der erste Abschnitt der Strecke zwischen Utrecht und Hattem, wenige Kilometer südlich von Zwolle, wurde 1863 eröffnet. Ein Jahr später folgte der Teil zwischen Hattem und Zwolle. Der letzte Abschnitt zwischen Zwolle und Kampen, auch Kamperlijntje genannt, wurde 1865 für den Verkehr freigegeben. Bis zur Eröffnung der Hanzelijn im Jahr 2012 war der Centraalspoorweg die kürzeste Verbindung zwischen den nördlichen Niederlanden und der Randstad. In Utrecht nutzt die NCS die Anlagen der Nederlandsche Rijnspoorweg Maatschappij mit. 1868 kamen die NCS und die Staatsspoorwegen (SS) überein, dass ebenfalls Bahnanlagen gemeinsam genutzt werden können. Ab 1872 findet auch ein Wagenübergang zwischen den einzelnen Gesellschaften statt. Bis zur Eröffnung der Strecke Arnhem – Nijmegen 1879 ist die Strecke die einzige Verbindung zwischen dem nördlichen und südlichen Streckennetz der Staatsspoorwegen.
Die NRS wurde 1884 Hauptanteilseigner der NCS. Als diese 1890 durch die Staatsspoorwegen übernommen wurde, kümmerte diese sich weiter um die Belange der Centraalspoorweg. Die Strecke nahm eine bedeutende Rolle im Nord-Süd-Verkehr der Gesellschaft ein, was sich unter anderem im zweigleisigen Ausbau zwischen Utrecht und Amersfoort widerspiegelte. Im gleichen Jahr trifft die SS mit der Stadt Kampen die Vereinbarung, dass die Verbindung Zwolle – Kampen künftig durch einen Pendelzug bedient wird. Die übrige Strecke diente danach vordienlich dem Verkehr zwischen der Randstad und den nördlichen Provinzhauptstädten.
1903 wurde die Strecke zwischen Amersfoort und Hattem zweigleisig ausgebaut. Die IJsselbrücke bei Hattem bleibt weiterhin eingleisig und stellte in den nächsten Jahren einen betrieblichen Engpass dar. Neben den Zügen der SS nutzten sie auch die Züge der Koninklijke Nederlandse Locaalspoorweg-Maatschappij nach Apeldoorn. In den 1930er Jahren wurde der zweigleisige Neubau der Brücke beschlossen. Da die alten Widerlager bereits für das zweite Gleis ausgelegt waren, wurde zunächst der zweite Überbau errichtet und anschließend der alte Überbau abgerissen und ebenfalls ersetzt. Der Umbau war 1935 abgeschlossen. 1942 wurde die Strecke zwischen Utrecht und Amersfoort elektrifiziert. Die IJsselbrücke wurde im Zweiten Weltkrieg durch Wehrmachtsangehörige gesprengt, 1946 wurde eine neue Brücke fertiggestellt. 1952 war der Abschnitt von Amersfoorf nach Zwoll elektrifiziert, der Abschnitt zwischen Zwolle und Kampen ist bis heute nicht elektrifiziert. Die IJsselbrücke stellte in den letzten Jahren wiederum einen Engpass dar, da diese mit zunehmender Schiffsgröße öfter geöffnet werden musste. Im Hinblick auf den Bau der Hanzelijn wurde daher ein Neubau beschlossen, dessen Höhe so bemessen ist, dass der Überbau ohne bewegliche Teile auskommt. Dieser Neubau, der Hanzeboog, wurde am 14. Juni 2011 in Betrieb genommen.
Die Höchstgeschwindigkeit auf der Strecke liegt bei 140 km/h. Diese wird auf den 90 Kilometern von Utrecht bis Zwolle erreicht. Lediglich der gut zehn Kilometer lange Abschnitt von Zwolle bis Kampen ist für 100 km/h ausgelegt. Die Strecke ist zwischen Utrecht und Zwolle zweigleisig ausgebaut. Der Abschnitt von Zwolle nach Kampen verläuft jedoch eingleisig. Auf Utrechter Stadtgebiet ist die Strecke viergleisig, im Bereich Amersfoort dreigleisig.

## Zugverkehr

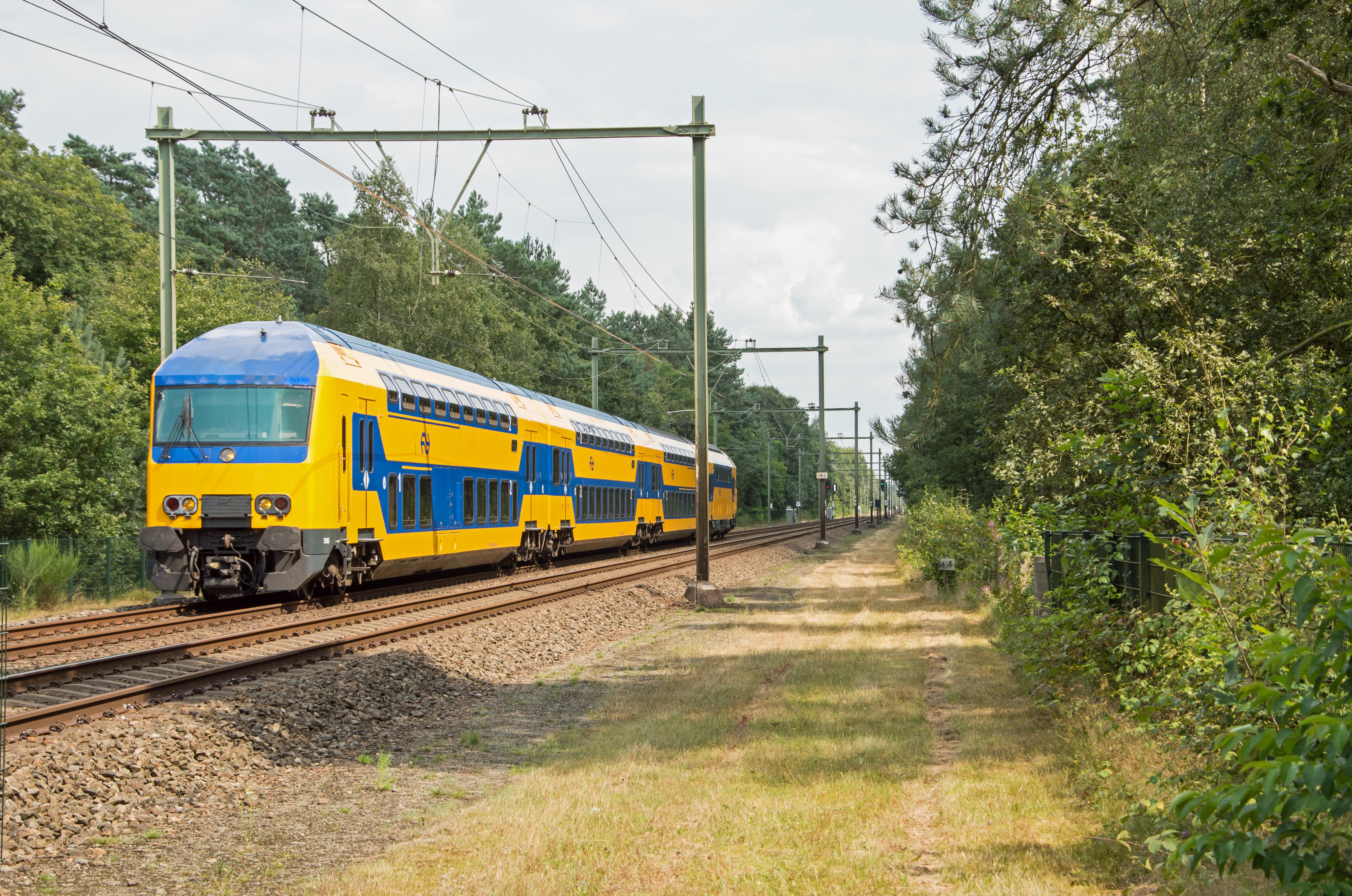
Ein InterCity nahe Soest

Die NCS setzte zwischen Utrecht und Zwolle zunächst drei gemischte Züge pro Tag ein, nach Eröffnung des Abschnitts Zwolle – Kampen kam ein weiterer Zug hinzu. Die Züge bedienten die ganze Strecke und mussten demzufolge in Zwolle Kopf machen. Die Inbetriebnahme des Oosterspoorweg (Amsterdam – Zutphen) im Jahr führt zu einem weiteren Wachstum der Verkehrszahlen, da sich beide Strecken im Bahnhof Amersfoort Centraal treffen. Etwa ab dieser Zeit findet auch ein Wagenübergang statt. Ab 1879 werden von der Gesellschaft getrennte Güter- und Reisezüge eingesetzt. Ab 1884 gibt es Kurswagenverbindungen nach Amsterdam, Rotterdam, Den Haag, Groningen, Leeuwarden und Kampen.
Nach dem Zweiten Weltkrieg verkehren die Reisezüge zwischen Utrecht und Zwolle annähernd stündlich. Zweistündlich fuhr ein Schnellzug zwischen Rotterdam und Den Haag nach Leeuwarden und Groningen. Versetzt fuhr weiterhin zweistündlich ein Schnellzug zwischen Amsterdam und Leeuwarden beziehungsweise Groningen. Hinzu kamen stündlich verkehrende Personenzüge zwischen Amsterdam und Zwolle sowie zwischen Utrecht und Amersfoort. Einige Jahre später wurde der Abschnitt auf einen Halbstundentakt verdichtet, einzelne Züge fuhren bis Zwolle durch.
Mit der Einführung des Fahrplans Spoorslag 70 verdichtete die Nederlandse Spoorwegen das Angebot nochmals. Die Intercity-Züge von Rotterdam und Den Haag beziehungsweise Amsterdam verkehrten nun stündlich, hinzu kamen stündlich Personenzüge (Stoptrein) zwischen Utrecht und Zwolle sowie Amsterdam und Zwolle, zwischen Utrecht und Amersfoort fuhren weitere Verstärker. In 1980er Jahren fuhren die meisten Züge über Utrecht. Die Stoptrein aus Richtung Leeuwarden und Groningen wurden auf Grund ihrer Länge in Zwolle gebrochen.
Nach Eröffnung der Hanzelijn nahmen die Züge nach Amsterdam, Schiphol Airport und Den Haag die neue Strecke. Die Intercity Rotterdam – Groningen und Rotterdam – Leeuwarden verkehren weiterhin stündlich sowie halbstündlich zueinander versetzt. Hinzu kommen Sprinterzüge zwischen Utrecht und Zwolle. Auf dem Abschnitt von Zwolle nach Kampen fährt lediglich ein Stoptrein (Regionalzug).